# Vila Olímpica (Clube Atlético Mineiro)

A Vila Olímpica foi construída em 1973. Foi palco do Atlético nas  décadas de 70 e 80 e da preparação da Seleção Brasileira para a Copa do Mundo de 1982, disputada na Espanha. A Vila Olímpica foi inicialmente projetada para ser construída no quarteirão do antigo Estádio Antônio Carlos, no bairro de Lourdes, Belo Horizonte. Mediante a necessidade do estádio ser desapropriado pela Prefeitura de Belo Horizonte, a Vila transferiu suas instalações para a Pampulha. 

## Localização Geográfica
Avenida Pedro I, 2676 - São João Batista
Belo Horizonte - Minas Gerais
- 19° 49′ 42,43″ S, 43° 57′ 12,95″ O
- Visão Aérea